# Adam Ondra
Adam Ondra (rojen 5. februarja 1993) je profesionalni češki plezalec, specializiran za plezanje v vodstvu in balvansko plezanje. Revija Rock & Ice je Ondro leta 2013 opisala kot čudežnega dečka in vodilnega plezalca svoje generacije. Ondra je edini moški športnik, ki je v istem letu (2014) osvojil dva naslova svetovnega prvaka v obeh disciplinah (težavnost, balvansko plezanje). Je tudi edini moški športnik, ki je v obeh disciplinah (plezanje v vodstvu v letih 2009, 2015 in 2020, balvansko plezanje v letu 2010) osvojil serijo svetovnega pokala.
Ondra je začel plezati pri 6 letih, pri 13 letih pa je preplezal svojo prvo smer z oceno 9a (5.14d). Rock & Ice je poročala, da je Ondra do leta 2011 na pogled plezal 5.14c-je brez težav, do leta 2013 pa je z lahkoto ponovil bolj ali manj vsako težko smer na svetu. Do novembra 2018 je Ondra preplezal 1550 smeri od težavnosti 8a (5.13b) do 9c (5.15d), od tega je bila ena 9c (5.15d), tri 9b+ (5.15c) in na pogled tri 9a (5.14d).
Ondra je prvi plezalec, ki je preplezal smer z rdečo piko katere predlagana ocena je bila 9c (5.15d). Prav tako je prvi plezalec, ki je preplezal smer z rdečo piko katere predlagana ocena je bila 9b+ (5.15c). Je tudi prvi plezalec, ki je na »bliskavico« preplezal smer z oceno 9a+ (5.15a), in drugi plezalec, ki je brez načrtovanja splezal smer z oceno 9a (5.14d). Po poročanju časopisa Economist Ondra: »velja za verjetno najboljšega plezalca, ki je kadarkoli božal skalo«.